# Gengzhen (sockenhuvudort i Kina, Shaanxi, lat 34,44, long 109,10)
Gengzhen (kinesiska: 耿镇) är en sockenhuvudort i Kina. Den ligger i provinsen Shaanxi, i den nordvästra delen av landet, omkring 26 kilometer nordost om provinshuvudstaden Xi'an. Antalet invånare är 15 967. Befolkningen består av 7 904 kvinnor och 8 063 män. Barn under 15 år utgör 14,0 %, vuxna 15-64 år 77 %, och äldre över 65 år 7,0 %.
Runt Gengzhen är det mycket tätbefolkat, med 1 754 invånare per kvadratkilometer. Närmaste större samhälle är Lintong, 12,0 km sydost om Gengzhen. Trakten runt Gengzhen består till största delen av jordbruksmark.
Genomsnittlig årsnederbörd är 688 millimeter. Den regnigaste månaden är september, med i genomsnitt 143 mm nederbörd, och den torraste är januari, med 4 mm nederbörd.